# Tiranet crestat del Perú
El tiranet crestat del Perú (Uromyias agraphia) és un ocell de la família dels tirànids (Tyrannidae).

## Hàbitat i distribució
Habita els boscos, localment als Andes del Perú.